# Marin des montagnes
Pour plus de détails, voir Fiche technique et Distribution.
Marin des montagnes (Marinheiro das montanhas) est un film brésilien réalisé par Karim Aïnouz, sorti en 2021.

## Synopsis
Karim Aïnouz a réalisé le film comme un documentaire sur l'Algérie, le pays d'origine de son père et en hommage à sa mère décédée,.

## Fiche technique
Sauf indication contraire, les informations mentionnées dans cette section peuvent être confirmées par la base de données cinématographiques IMDb,  présente dans la section « Liens externes ».
- Titre : Marin des montagnes
- Titre original : Marinheiro das montanhas
- Réalisation : Karim Aïnouz
- Scénario : Karim Aïnouz et Murilo Hauser
- Musique : Benedikt Schiefer
- Photographie : Juan Sarmiento G.
- Montage : Ricardo Saraiva
- Société de production : Globo Filmes (pt)
- Société de distribution : Les Films des deux rives (France)
- Pays de production :  Brésil
- Format : couleur — 2,39:1
- Genre : documentaire, romance
- Durée : 95 minutes
- Dates de sortie :
  - France : 9 juillet 2021 (Festival de Cannes 2021) ; 15 mars 2022 (à la télévision)[3] ; 25 octobre 2023 (en salles)[4]

## Distinctions

### Récompenses
- Festival international du film d'Amiens 2021[4] :
  - Grand Prix dans la catégorie long métrage documentaire ;
  - Prix étudiant (Prix UPJV).
- Festival War on Screen 2022 (Châlons-en-Champagne)[5] :
  - mention spéciale ;
  - Prix du jury presse.

### Nominations et sélections
- Festival de Cannes 2021 : sélection en séances spéciales
- Maghreb si loin... si proche 2023 (Argelès-sur-Mer) : sélection officielle
- Panorama des cinémas du Maghreb et du Moyen-Orient 2024 (Saint-Denis) : sélection
- Cinélatino — Rencontres de Toulouse 2024 : découvertes